# De partner
De partner (The Partner) is een legal thriller van de Amerikaanse auteur John Grisham. Het boek kwam in 1997 uit, en gaat over een jonge partner bij een advocatenkantoor, Patrick S. Lanigan, die zijn eigen dood in scène zet en met miljoenen naar Zuid-Amerika vlucht. Uiteindelijk wordt hij ontvoerd, gemarteld en teruggebracht naar de Verenigde Staten, waar een aantal personen op hem wacht om wat oude rekeningen met hem te vereffenen.

## Het verhaal
Patrick S. Lanigan is junior partner in een klein advocatenkantoor in Biloxi. Hij ontdekt dat zijn medevennoten een derde verdienen van een frauduleuze claim van 90 miljoen dollar, en dat ze hem erbuiten houden en zelfs uit de maatschap willen werken. Ook bedriegt zijn vrouw Trudy hem met Lance, een drugscrimineel die ze uit haar jeugd kent, en die zelfs de biologische vader van "hun" dochtertje is.
Patrick besluit zijn eigen dood in scène te zetten, en plundert de 90 miljoen van de bankrekening van de maatschap en vlucht met het geld naar Brazilië. Hij houdt er rekening mee dat hij eens zal worden opgespoord, en dat gebeurt vier jaar later ook. De verzekeringsmaatschappij van Trudy, de verzekeraar van het kantoor en de bestolen klant Benny Aricia hebben een louche speurneus uit Washington, Jack Stephano, fors geld betaald om Patrick op te sporen. Na te zijn gemarteld moet Stephano hem aan de autoriteiten overdragen, die door zijn Braziliaanse vriendin Eva Miranda zijn gewaarschuwd. Hoewel hij nu geen gevaar meer loopt verder gemarteld of zelfs gedood te worden wordt hij teruggebracht naar de Verenigde Staten, waar een aantal mensen een flinke appel met hem te schillen heeft.
Benny Aricia wil (uiteraard) zijn geld terug. De verzekeringsmaatschappij van Patricks weduwe begint meteen een procedure om het geld terug te krijgen. Lance, haar dekhengst, denkt erover om Patrick te laten vermoorden. Ook was er een lijk begraven dat in een uitgebrande auto werd gevonden: reden om een politieonderzoek wegens een mogelijke moord te gelasten. Zowel op staats- als op federaal niveau lopen onderzoeken tegen Patrick. Hem wacht minstens een lange gevangenisstraf.
Met Sandy McDermott, zijn advocaat, weet Patrick alle claims af te weren. Patrick geeft het geld terug maar houdt een deel van de aangroei, nog altijd miljoenen. In ruil daarvoor levert Patrick bewijs dat de claim van Benny Aricia en het kantoor frauduleus was. De FBI ziet de mogelijkheid een grotere vis te vangen terwijl ze het geld terugkrijgen, en de federale eisen worden ingetrokken. Beide verzekeringsmaatschappijen zijn zich genoodzaakt hun eisen in te trekken nadat Patrick dreigt hen aan te klagen wegens het feit dat ze meebetaald hadden aan Jack Stephano's speurtocht die eindigde in het martelen van Patrick. Patrick laat zich scheiden maar zijn vrouw krijgt geen cent, daar Patrick kan aantonen dat ze vreemdging. Het lijk blijkt van een oude man die eerder een natuurlijke dood was gestorven. Het enige dat Patrick rest is een aanklacht wegens verminking van diens lijk. Patrick helpt de overheid dit uit te zoeken en bekent schuld om ze iets te geven om hun gezicht te redden, en wordt bestraft met een jaar voorwaardelijke gevangenisstraf. Uiteindelijk zijn het Benny Aricia en de voormalige kantoorgenoten van Patrick die de gevangenis indraaien.
Uiteindelijk blijkt dat Patrick niet slechts zijn juridische strijd maar zelfs zijn gevangenneming had voorzien en zelfs uitgelokt. Toen hij merkte dat Jack Stephano hem op het spoor was gekomen besloot hij dat hij het vluchten beu was en zich zou laten grijpen, maar dan wel op zijn eigen voorwaarden. Hij had zelfs indirect zichzelf via een detectivebureau laten betalen voor tips die tot zijn eigen opsporing leidden. Anticiperend dat hij gemarteld zou worden, vertrouwde hij Eva al zijn geheimen toe zodat zij het geld tijdig kon wegsluizen en de autoriteiten waarschuwen zodat deze Stephano dwongen Patrick over te dragen. Vervolgens werkte Eva met Sandy samen en voerde ze hem met de juiste timing de bewijzen.
Patrick kan door zijn briljante plan de Verenigde Staten met miljoenen dollars verlaten zonder ook maar een dag in de gevangenis te hebben gezeten. Toch heeft zijn plan niet voorzien in een mogelijkheid: dat Eva voor de verleiding zou bezwijken er zelf met het geld vandoor te gaan nu alle vijanden onschadelijk zijn gemaakt of afgekocht. Patrick is weer een vrij man, maar is nu liefdeloos en zo arm als een kerkrat.

## Bestseller 60
| Boeken met noteringen in de Nederlandse Bestseller 60 | Jaar van verschijnen | Datum van binnenkomst | Hoogste positie | Aantal weken | Opmerkingen |
| ----------------------------------------------------- | -------------------- | --------------------- | --------------- | ------------ | ----------- |
| De partner                                            | 1997                 | 20-08-2003            | 56              | 1            |             |